# Comte Arnau
|  | Per a altres significats, vegeu «Comte Arnau (desambiguació)». |

El Comte Arnau, anomenat Comte l'Arnau a la cançó popular renaixentista i algunes fonts literàries, és un personatge de la mitologia catalana. Segons la llegenda, el comte, a causa de diversos pecats (com ara relacionar-se amb una abadessa o no fer bé els pagaments promesos), va ser condemnat a cavalcar durant tota l'eternitat com a ànima en pena dalt d'un cavall negre que treu flames per la boca i els ulls. El comte va sempre acompanyat per una gossada diabòlica que li fa de seguici, cosa que l'entronca amb el mite europeu de la cacera infernal.
El Comte Arnau és probablement el més conegut de tots els esperits, ànimes en pena i fantasmes del Principat de Catalunya. D'altra banda, és també un personatge literari que té el seu origen en una cançó tradicional catalana, possiblement apareguda a Ripoll a finals del segle xvi, en la qual es narra el diàleg entre l'ànima del "Comte l'Arnau", que purga l'incompliment dels seus deures militars, i la seva vídua. Durant la Renaixença, diversos autors recuperaren la seva figura i el convertiren en el personatge medieval romàntic que ha arribat als nostres dies. En paraules de Josep Romeu: «Arnau és el mite més fort, més robust i més popular de Catalunya; és el mite per antonomàsia de la literatura catalana».

## La llegenda
Una versió elaborada del mite explica que el comte, potser Arnau de Mataplana, fou obligat a casar-se a quinze anys amb Elvira, que li doblava l'edat i era mancada d'atractiu, motiu pel qual la deixà, atret per Riquilda (o Adelaisa), que a la vegada fou obligada a professar al monestir de Sant Joan de les Abadesses, on morí. El Comte Arnau, una nit de tempesta, robà el seu cadàver del monestir i, cavalcant foll amb el seu cos damunt el cavall, l'estimbà en un cingle. En nits de tempesta, alguns habitants del Ripollès veuen, a la llum dels llampecs, l'excitat cavall de foc corrent pels aires, una imatge que relaciona el mite amb el de l'haqueta de foc dels pobles de la serra Mariola.

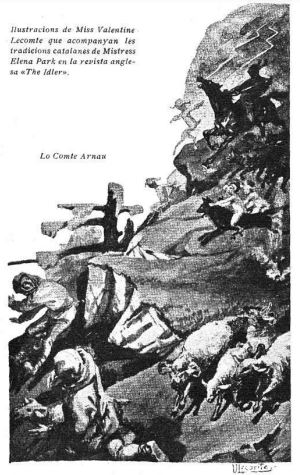
Il·lustració de Valentine Lecomte a Feminal (1909) en què es veu el comte cavalcant amb el seu cavall negre

La llegenda del Comte Arnau s'entrellaça amb molts altres mites catalans. Sovint, s'identifica Arnau com a un dels Nou Barons de la Fama que acompanyaven Otger Cataló, o bé apareix com a protagonista de la crida als cavallers més aguerrits per ajudar el cabdill a combatre els moros, a la qual hi respongueren els nou barons.

### Difusió
La llegenda està estesa per tot el Ripollès, pel Lluçanès, per part del Berguedà i arriba amb més o menys intensitat fins a bona part de la plana de Vic. Es troba des de la Pobla de Lillet fins a Sant Quirze de Besora i des de Camprodon fins a la mateixa ciutat de Vic.
A banda els relats orals transmesos secularment, s'ha conservat una balada popular d'igual nom, El Comte Arnau, que es cantava arreu dels Països Catalans i la primera versió escrita de la qual aparegué el 1853. Aquesta balada té encara un domini molt ampli. Contava el mestre Felip Pedrell, tortosí, que la seva mare l'emprava com a cançó de bressol. Una dona de Prades, que la cantava cap a la dècada del 1990, l'anomenava "La Jaia Arnava", amb referència a la muller del Comte, i ensenyava la casa on vivien els protagonistes, que es trobava tres o quatre carrers més enllà de la seva.

### Variant mallorquina
A Mallorca hi ha una variant de la llegenda en què el personatge s'anomena Comte Mal i es vincula a un personatge real: Ramon Burgues Safortesa i Pacs-Fuster de Vilallonga i Nét, segon comte de Santa Maria de Formiguera (1627-1694), senyor de les antigues cavalleries de Santa Margalida i d'Hero, Alcudiola, Maria, Puigblanc, Castellet i Tanca (a Muro). Violent i vinculat al bandidatge, a qui el poble mallorquí mirava amb rancor, aquella vida el va portar a acomodar-lo a la llegenda llòbrega del comte Arnau. Era d'un caràcter polític i social molt acusat.

## Àmbit geogràfic
El Ripollès és la comarca que ha vist néixer la figura del Comte Arnau. Els llocs que presenten més interès per poder estudiar aquest personatge mític són:
- Gombrèn, on es pot visitar el museu dedicat al comte amb tot de material arqueològic trobat en les diferents excavacions que s'han dut a terme en el castell de Mataplana,[11] i on també hi ha els dibuixos originals que Francesc Riart i Jou dedicà al castell i que feu a partir de les indicacions de l'historiador Manuel Riu i Riu.
- De Gombrèn a Montgrony, on hi ha la capella de la Mare de Déu amb l'escala tallada a la roca viva i que fou la causa de la condemna del comte per no complir la paraula donada als seus serfs.[12] D'aquí es pot anar a visitar el que queda del vell castell dels Mataplana. Altres llocs d'interès són el gorg dels Banyuts i el forat de Sant Ou.
- Sant Joan de les Abadesses: és la vila del Ripollès on la memòria del comte és més viva, tant per bé com per mal. Per mal, perquè el seu nom se l'associa a l'expulsió de les monges benetes del monestir de Sant Joan de les Abadesses,[13] ja que, segons la llegenda, el comte seduí l'abadessa Adelaisa fent-la faltar als seus vots religiosos; altres versions diuen que fou una noia que fugint del comte cercà refugi al monestir de Sant Joan. Arnau, però, violà el clos monàstic per tal de fer seva la pobra noia; aquest fet el condemnà eternament. Per bé, perquè cada estiu des de ja fa molts anys se celebren una colla d'activitats —teatre, concerts, visites guiades...— que tenen la figura del comte Arnau com a fil conductor. A les dependències del vell palau gòtic dels abats del monestir hi ha el "Centre de documentació del Comte Arnau", una exposició permanent en què el mite del comte és mostrat i explicat amb tota riquesa de detalls.[14]

## Tradició literària
A partir del segle xvi, probablement per mitjà de la cançó tradicional catalana, el mite s'escampà des de Ripoll arreu de la Corona d'Aragó. Uns segles més tard, Marià Aguiló reuní el material sobre el mite i Manuel Milà i Fontanals el publicà el 1853 (l'erudit, aparentment, partia del convenciment que el comte era un personatge històric). Víctor Balaguer s'hi basà i en feu una narració el 1858. A partir d'aleshores, els literats de la Renaixença convertiren la figura del Comte Arnau en el personatge medieval més romàntic. El tema ha estat tractat també per Anicet de Pagès, Frederic Soler "Pitarra", Jacint Verdaguer, Josep Carner, Joan Maragall (qui donà al personatge perfils rebels i romàntics), Josep Maria de Sagarra, Ambrosi Carrion, Antoni Ribera i Miquel Arimany.
De les nombroses versions d'aquesta llegenda, bé populars, bé actuals, potser la més coneguda és la que en va fer Joan Maragall a la seva obra Visions i Cants el 1900. El poema El Comte Arnau de Josep Maria de Sagarra (1928) va obtenir també una gran repercussió. En temps més recents, Televisió de Catalunya va estrenar el 1994 una sèrie de televisió anomenada Arnau, basada en el mite.

## Historicitat

### Els Barons de Mataplana

Escut d'armes del llinatge dels Mataplana

En relació al Comte Arnau, Joan Amades va deixar dit: «fa de mal esbrinar si es tracta d'un personatge històric o si la seva figura és simplement llegendària». La versió pretesament històrica del personatge el fa membre de la família dels Mataplana i senyor d'aquesta baronia, que dominava bona part del Ripollès i era senyora del castell de Mataplana i dels de Solans, de Sant Amanç o Amand (Castell de Pena), de Castellar de n'Hug i de Blancafort o de les Dames. Estaven vinculats al castell de Mataplana de Gombrèn i tenien com a primer membre documentat Hug I de Mataplana (1076-1089). Pel que fa al comte, se suposa que visqué durant la primera meitat del segle xiv, puix que hom troba un testament seu atorgat el 15 de juliol de 1353. Manuel Milà i Fontanals el creu fundador d'una família de pagesos ripollesos del segle xv, anomenada Pernal o Pernau, la masia dels quals fou fundada per un tal Pere Arnau, pagès. Segons l'opinió de Milà i Fontanals, doncs, aquests dos personatges devien ésser-ne un de sol.
Aquest Arnau, de personalitat imprecisa, sembla que fou net de Blanca d'Urgió o Blanca de n'Hug, senyora del castell de les Dames o de Blancafort, que el 1278 va fer renúncia dels seus drets senyorials a favor dels seus vassalls. El seu net Arnau de n'Hug va tenir fortes qüestions amb l'abat del monestir de Ripoll sobre els límits jurisdiccionals del monestir i la baronia i va tornar a imposar els mals usos feudals als vassalls. Ha estat identificat erròniament amb el comte de Pallars, senyor de Mataplana, ja esmentat, o amb Arnau, un despòtic senyor del castell de Montmur (Noguera), que abusà de la filla del vescomte d'Albesa, i aquesta el maleí, condemnant-lo a vagar mentre restés una sola pedra del castell i per això ronda de nits per les seves runes.

### Identificació dels personatges femenins
La tradició dels amors sacrílegs amb una monja del monestir de Sant Joan de les Abadesses i del de Sant Amanç és ben popular per tot el domini de la llegenda. La personalització en la princesa Adelaisa, o Adalaisa, és, ben segur, d'origen erudit i no ha arribat al poble. Aquesta dama era filla del comte de Barcelona Sunyer I i de la seva esposa Riquilda, germana, doncs de Borrell II i de Miró I. Fou casada amb Sunifred II d'Urgell. Restà vídua i va prendre hàbits el 15 d'agost del 950, per pròpia vocació de monja. Fou abadessa durant quatre anys. No correspondria a les dates del suposat comte històric. 
Després del saqueig de Barcelona per Almansor (985) i de la destrucció del cenobi benedictí de Sant Pere de les Puel·les, del qual ens n'ha arribat la llegenda de la monja Matrull, el comte Borrell, germà d'Adelaisa, li va manar que prengués l'abadiat del convent de Barcelona en substitució de l'abadessa Matruit, que els moros havien fet presonera i conduït a Mallorca. Això fou l'any 986. Adelaisa va viure, per tant, quatre segles abans que el comte Arnau pseudo-històric que hom suposa heroi de la llegenda. En la versió de Maragall, Adelaisa, abadessa de Sant Joan, interposa entre el Comte Arnau i ella el Sant Crist. Però el Comte la posseeix i li fa un fill; ell segueix la seva cursa indeturable i ella mor.
El comte Bernat Tallaferro, senyor de Besalú, era germà de l'abadessa de Sant Joan i, per enveges territorials sobre els dominis del convent, va acusar la comunitat de dissoluta i llicenciosa. El Papa Benet VIII va cridar la mare abadessa a Roma; però no hi va comparèixer, i la comunitat fou condemnada per rebel·lió mitjançant la publicació d'una butlla dissolent la comunitat de monges de Sant Joan, qualificada de meretrius de Venus.
Quant a la muller del suposat comte Arnau, Elvira de Pallars, va fer renúncia de tots els seus béns a favor de l'Església l'any 1357, davant el bisbe de Vic, Pau Gorguera.

## Relació amb altres llegendes europees
Considerada des d'un punt de vista tradicional, la llegenda és universal i cau dins del cicle d'aquelles que ens descriuen ànimes més o menys sacrílegues condemnades a vagar eternament en càstig pels pecats comesos. El comte Arnau té molts punts de contacte amb l'heroi del nord de França conegut com a Hellequin, nom que s'escriu de maneres diferents i que Dante Alighieri converteix en Alicgino i fa figurar entre els damnats de la Divina Comèdia. Hom considera Hellequin ("Harlequin") com a origen de l'arlequí de la farsa. En la llegenda del comte Arnau, concretament, destaquen tres aspectes:
- El de l'heroi de la reconquesta,[7][16] que també reuneix Hellequin, que li dona rang de personatge de gesta i que el fa entrar dins una jerarquia d'herois comuna a tots els llegendaris.
- Un altre aspecte és el del senyor feudal despòtic amb els seus vassalls i de costums llicenciosos i llibertins, aspectes que el situen en un altre cicle universal de rondalles.
- Un tercer és el de sacríleg sense escrúpols ni remordiments, enemic del cel i amic del diable, condemnat a vagar eternament en càstig de les seves profanacions.

D'altra banda, la misteriosa cavalcada del comte Arnau remet als mites de la nit de Sant Joan, nit en què, al punt de les dotze, el noble surt del forat de Sant Ou dalt d'un cavall negre que treu foc pel nas tot escapant de l'infern.

### El comte Arnold de Boulogne
Hom creu equivalent també el comte Arnau amb un comte de Boulogne anomenat Arnold, personatge que uns consideren històric mentre que d'altres el creuen eminentment llegendari, que visqué al segle xi i hom el suposa net i enemic del comte Arnold el Gran, comte de Flandes, que va florir entre els anys 918 i 965. L'heroi de qui parlem va combatre contra els agarens i gentils que envaïen el seu país, com el comte Arnau, i morí en la brega junt amb la seva esposa, anomenada Berta, i un seu fill. L'heroi, en sentir-se ferit, es refugià a l'abadia de Samer i pogué arribar fins al peu de l'altar, on va caure mort. La gent de la regió el consideren com l'heroi de la reconquesta del país, i de nits, semblantment al comte Arnau, el veuen volar pels aires seguit de l'estol dels seus guerrers i de la seva esposa Berta. Es reprodueix la lluita amb els moros i hom sent la fressa de la brega i l'embat de la batalla, que a voltes es converteix en una cacera boja i desenfrenada dirigida pel comte Arnold. La cacera de l'anomenada reina Berta és tradicional per diferents contrades nòrdiques. Evidentment, el comte Arnold de Boulogne, mig històric i mig llegendari, té molts punts de contacte amb el comte Arnau, de gran força llegendària i sense una veritable base històrica fins ara coneguda.

### Llegendes de cacera infernal

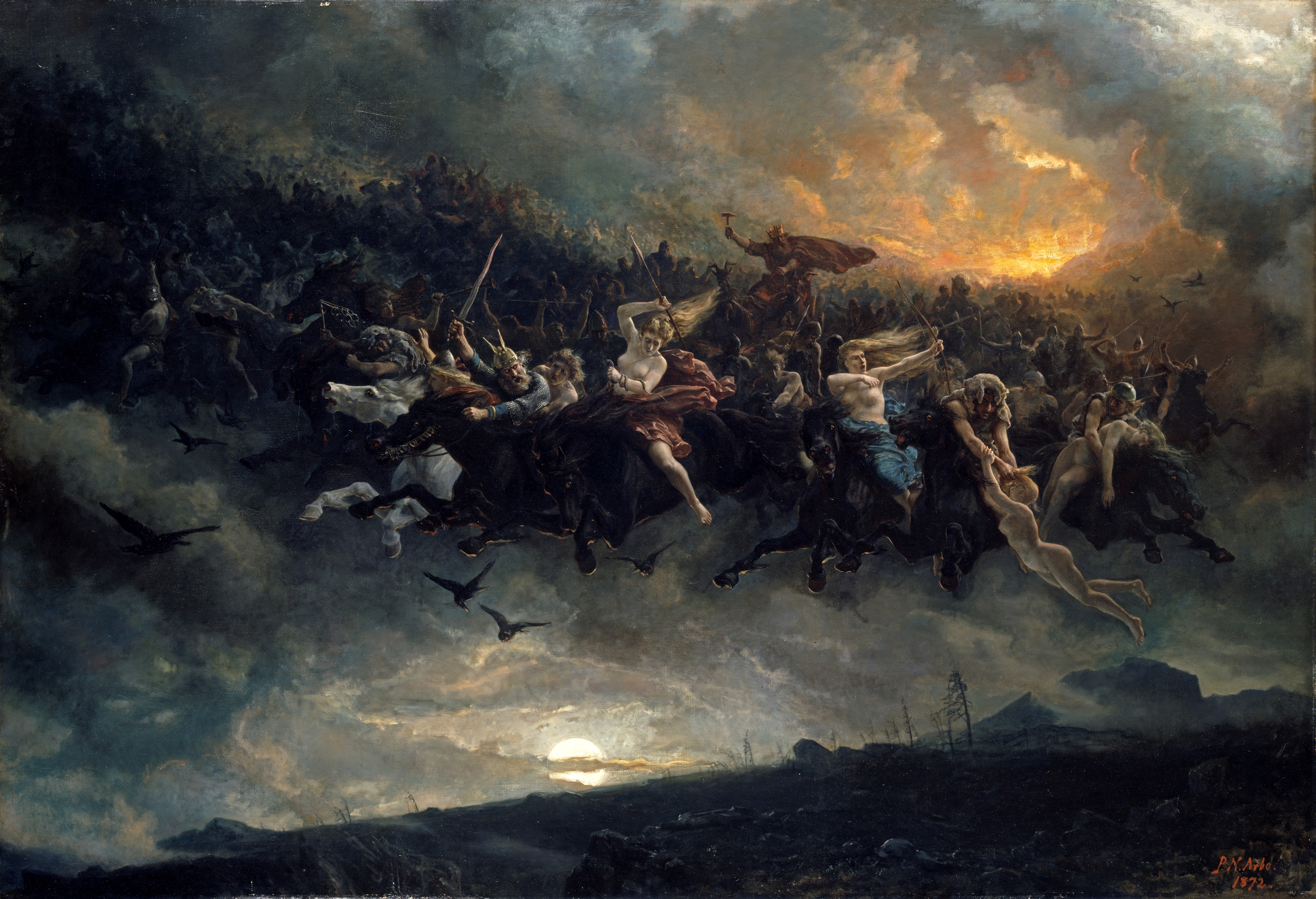
La cacera salvatge d'Odin (1872), obra de Peter Nicolai Arbo

Com a ànima damnada, la llegenda del Comte es confon amb la del Mal Caçador, amb el qual s'entronca ben segur pel detall d'haver de vagar eternament. Hi ha qui sent passar el Comte seguit d'una llorigada de gossos que clapeixen i lladren i que el segueixen rabents en el seu foll trescar. Hom el creu caçador aferrissat, malgrat que la tradició gairebé ni fa esment que sentís la passió de la cacera. Ve seguit d'uns gossos i d'una tropa de condemnats que corren rere seu follament, maleïts per l'eternitat a perseguir una presa inabastable. Per por a trobar-se amb la llodrigada del comte ningú no s'atrevia a sortir de nit per les contrades ripolleses, car es deia que qui es topava amb la malèfica processó restava també encantat i condemnat a córrer esperitat rere el comte Arnau.
Aquest mite té similituds palpables en d'altres, com ara el de la Santa Compaña gallega o la persecució bretona del rei Artús. De fet, la tradició de la cacera infernal (o cacera salvatge) és ben universal i el seu malaurat heroi és conegut amb noms molt diferents, segons els pobles: Ribaud, Galerie, Hollifernes, Geletnien, Treschutz, Hoper, Bodet i el ja referit Hellequin. El rei Artús, el cavaller de la Taula Rodona, està condemnat a caçar eternament pels boscos d'Anglaterra i de la Bretanya, especialment per les contrades més immediates a Finisterre. Va seguit d'un gran estol de servents que contínuament fan sonar el corn i atien els gossos i els cavalls a la carrera desenfrenada, però només pot caçar una miserable mosca cada set anys.
Els veïns de Frankfurt creuen que les ruïnes d'un castell proper són habitades per un caçador que només surt moments abans d'esclatar una guerra, de la qual ve a ésser l'anunci o averany. Porta un llarg seguici de carruatges que, al rodar il·lusòriament per l'espai, produeixen una gran fressa que estamordeix la gent, anguniosa del que passarà.

## Obres basades en la llegenda

### Literatura

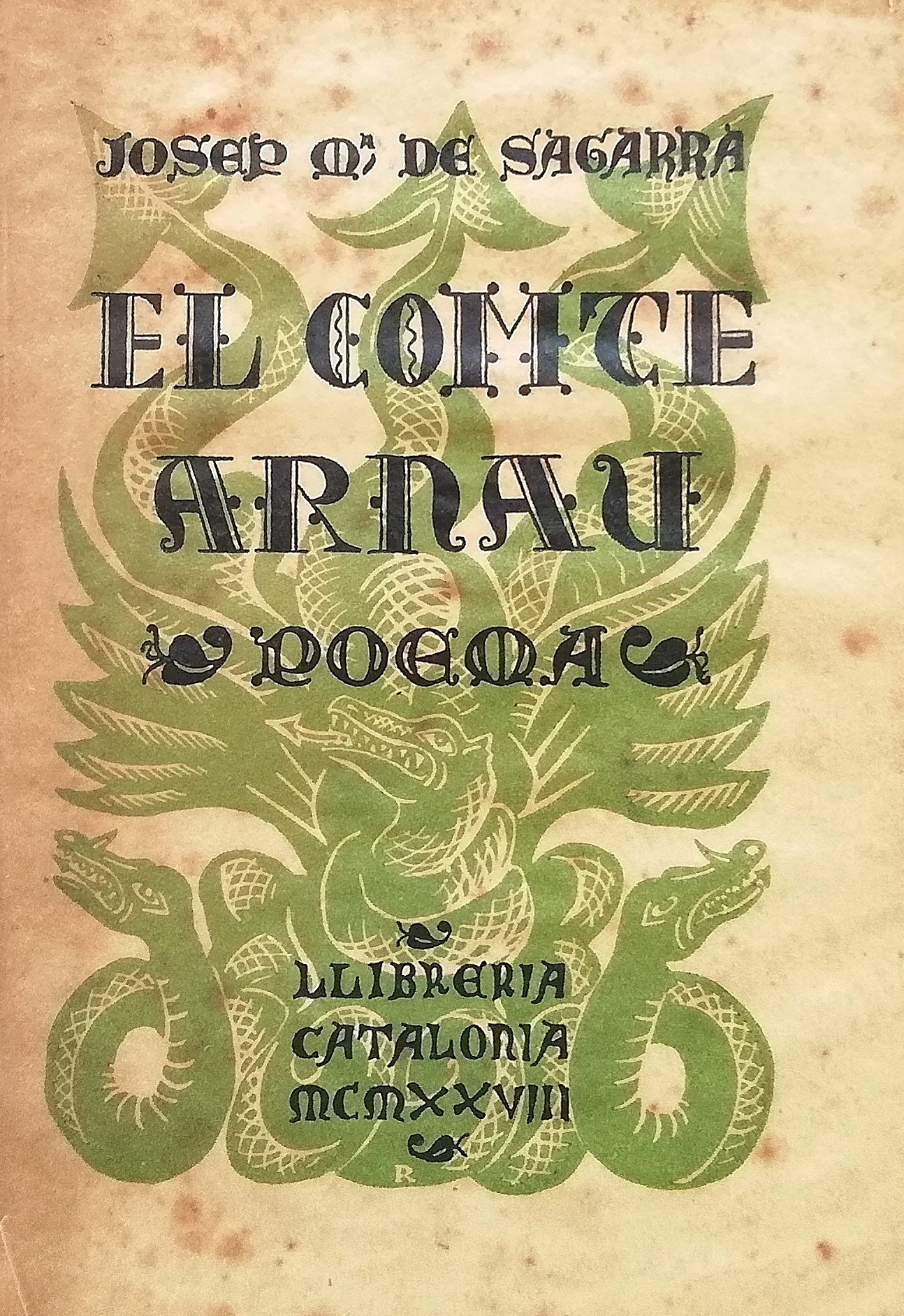
Primera edició d'El Comte Arnau, de Josep Maria de Sagarra (1928)

- Víctor Balaguer narra la llegenda i reprodueix la cançó a Historia de Cataluña y de la Corona de Aragón (1861)
- Anicet de Pagès. L'ànima en pena, poema (1877).
- Àngel Guimerà. Les monges de Sant Amanç, drama (1895).
- Frederic Soler "Pitarra". Lo Comte l'Arnau: llegenda dramática en un prólech y dos actes (1900).
- Joan Maragall. "El comte Arnau", poema a Visions i cants (1900).
- Jacint Verdaguer. "Lo comte Arnau", poema a Aires del Montseny (1901).
- Josep Carner. El comte Arnau: visió llegendària en quatre quadres (1905).
- Alfons Maseras. "L'ombra del comte Arnau", narració a Setze contes (1922).
- Rossend Serra. L'ànima errant del comte l'Arnau, narració (1923).
- Alfons Roure. Els amors del comte Arnau, novel·la (1924).
- Josep Maria de Sagarra. El comte Arnau, poema (1928).
- Joan Oliver. El comte Arnau, poema (1938).
- Ambrosi Carrion. Comte l'Arnau: tragèdia (1947, publicat en 1972).
- Nicolau Maria Rubió i Tudurí. Les filles del comte Arnau: epíleg tràgic en un acte (1948-1949).
- Antoni Ribera. El comte Arnau: poema dramàtic (1951).
- Miquel Arimany. El comte Arnau, obra de teatre (1968).
- Joan Brossa. El comte Arnau, drama (1975).
- Rodolf Sirera. Arnau, obra de teatre (1978).
- Jaume Terradas, Arnal Ballester. El crit del comte Arnau, novel·la juvenil (2002).
- Damià Barbany. Arnau, el mite: la llegenda catalana, obra de teatre (2008).

### Música
- Enric Morera. El comte Arnau, música incidental per a l'obra de Josep Carner (1905).
- Felip Pedrell. El comte Arnau: festival líric popular en dues parts, música incidental sobre el poema de Joan Maragall (1911).
- Eduard Toldrà. La maledicció del comte Arnau: impressió lírica per a orquestra (1930).
- Isidre Corderas. La fi del comte Arnau, sobre el poema de Maragall (1993).
- Tomàs Gil. El comte Arnau, poema simfònic per a cobla i cor (1996).
- Tralla i Esbart Sant Martí. El fill de la terra: el comte Arnau, cançons per a un espectacle popular (2003).
- Jordi Savall. El comte Arnau, dins el disc Cançons de la Catalunya Mil·lenària (2011).
- Roger Mas. Lo comte Arnau, dins el disc Irredempt (2015).
- Templario (grup de Heavy metal de Castelló de la Plana). Arnau, dincs el disc La risa de las bestias (2018).

### Dansa
- El fill de la terra: el comte Arnau, de l'Esbart Sant Martí de Barcelona. Presentat a l'agost del 2002 per encàrrec de l'Ajuntament de Sant Joan de les Abadesses, és un espectacle basat en el poema de Josep Maria de Sagarra, amb coreografia de David Martínez i música de Xavi Múrcia enregistrada pel grup "Tralla". Es va representar arreu de Catalunya durant el 2003. El 2013, l'Esbart el va tornar a representar al claustre del monestir de Sant Joan de les Abadesses.